# Smallwoodreservoaren
Smallwoodreservoaren (engelska: Smallwood Reservoir) är en reservoar i västra Labrador i den kanadensiska provinsen Newfoundland och Labrador. Smallwoodreservoaren är världens till ytan tredje största konstgjorda sjö, med en ungefärlig yta om 6 500 kvadratkilometer.
Reservoaren bildas av Churchill Falls, ett av världens största vattenkraftverk. Dess fallhöjd är på 313 meter, med en medelvattenföring på 1 400 kubikmeter per sekund och en installerad effekt på 5 224 MW. Dammen som skapat Smallwoodreservoaren är 64 km lång men endast 20 meter hög. Den årliga elströmskapaciteten är på 34,5 TWh, vilket bland annat motsvarar drygt hälften av hela Sveriges produktion av vattenkraftsel.